# 圣米尼亚托
圣米尼亚托（義大利語：San Miniato），是意大利比萨省的一个市镇。总面积102.56平方公里，人口28124人，人口密度274.2人/平方公里（2009年）。ISTAT代码为050032。